# 東明寺 (多治見市)
東明寺（とうみょうじ）は、岐阜県多治見市にある臨済宗妙心寺派の寺院。山号は東雲山。

## 歴史
寺伝によれば東田庵という廃寺を、慶長年間の始めに悦山宗喜が大薮町諸家に、東明寺として中興開山したと伝わる。
悦山宗喜は可児市下切にある雲龍寺の四世で、他にも兼山町や帷子にも寺院を開基している。
東田庵については東陽英朝の遺稿「無孔笛」の中に、明応5年(1496年)の秋に東田庵の観音菩薩の開眼供養の仏事を行ったと記されている。
現在本堂に安置されている聖観音は、その仏像と伝わる。
以前は山裾にあったが、昭和40年(1965年)多治見市立南姫小学校が建築される際に現在地に移転した。